# Eyendorf
Eyendorf ist eine Gemeinde im Landkreis Harburg in Niedersachsen.

## Geografie

### Lage
Eyendorf liegt im Naturpark Lüneburger Heide und östlich vom Naturschutzgebiet Lüneburger Heide. Die Gemeinde gehört der Samtgemeinde Salzhausen an, die ihren Verwaltungssitz in der Gemeinde Salzhausen hat.

### Gemeindegliederung
Zur Gemeinde Eyendorf gehört der Ort Eyendorf sowie das Gehöft Fehmbusch.

## Geschichte
Eyendorf wurde im Jahr 1084 gegründet.

## Politik

### Rat
Der Rat der Gemeinde Eyendorf setzt sich aus elf Ratsherren und -frauen zusammen.

### Bürgermeister
Der ehrenamtliche Bürgermeister Carsten Glahn wurde am 1. April 2024 gewählt.

## Kultur und Sehenswürdigkeiten

### Bauwerke

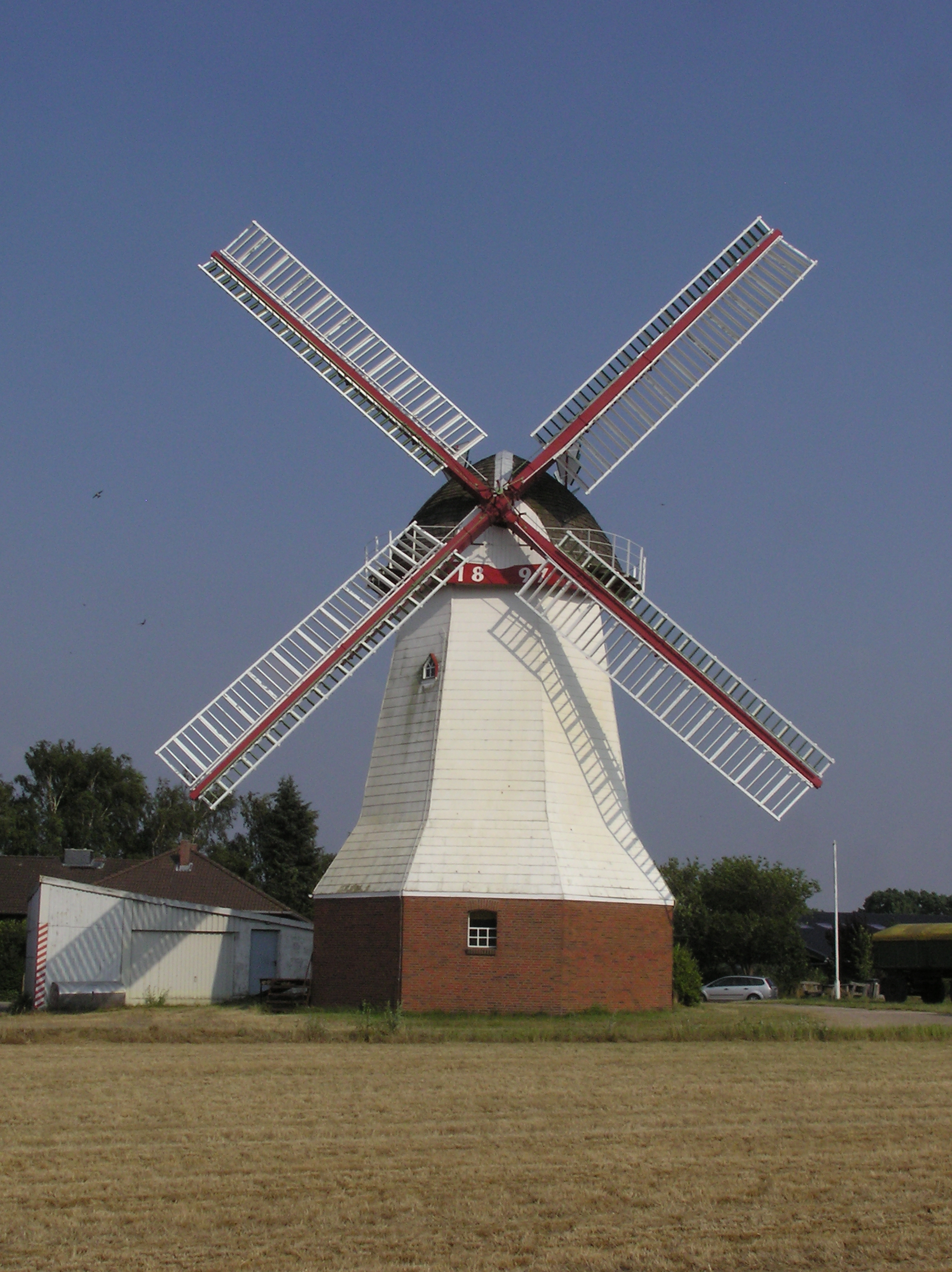
Eyendorfer Windmühle

- Die Eyendorfer Windmühle von 1897 wird vom Verein zur Erhaltung der Eyendorfer Windmühle e. V. als Museumsmühle betrieben. Sie ist Teil der Niedersächsischen Mühlenstraße.
- Das Ganggrab Eyendorf 1 liegt in einer Birkengruppe am Märtenberg, südlich des Dorfes. Das nicht mehr vollständige Großsteingrab entstand zwischen 3500 und 2800 v. Chr. als Megalithanlage der Trichterbecherkultur (TBK).

## Wirtschaft und Infrastruktur

### Verkehr
Zur Bundesautobahn 7, die im Westen der Gemeinde liegt, sind es ca. 7 Kilometer. Zudem liegt Eyendorf an der Bahnstrecke Winsen–Hützel, die vorwiegend von Güterzügen befahren wird.

## Trivia
In Eyendorf hat der Verband fkk-jugend e. V. seinen Sitz.